# Melanie Raabe

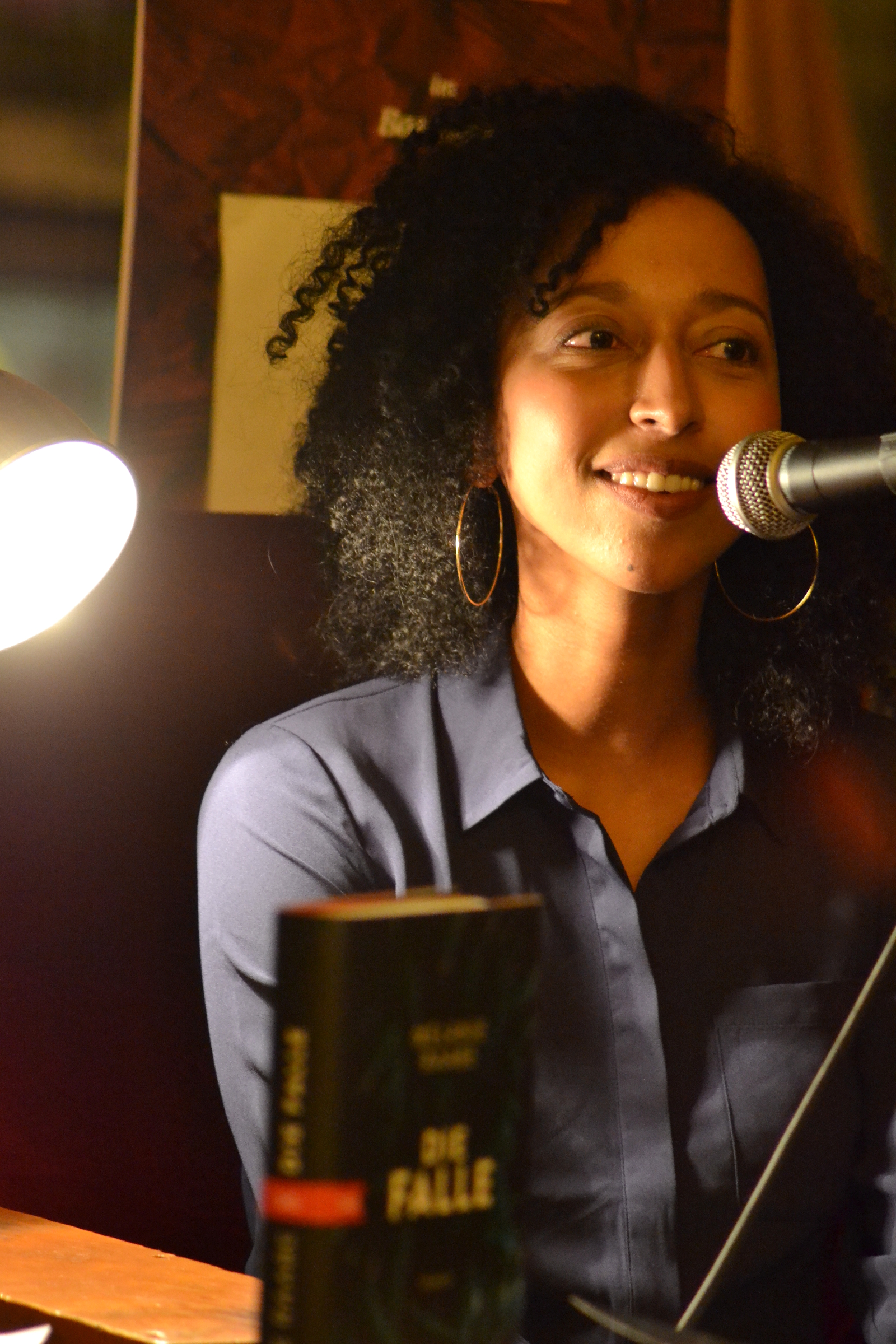
Lesung von Die Falle, 2015

Melanie Raabe (* 1. August 1981 in Jena) ist eine deutsche Schriftstellerin. Sie wurde ab 2015 mit Romanen wie Die Falle, Die Wahrheit oder Der Schatten bekannt. Letzterer wurde als Fernsehserie verfilmt und 2023 von ZDF Neo ausgestrahlt. 

## Leben
Raabe wurde 1981 in Jena geboren und lebte bis zu ihrem neunten Lebensjahr im thüringischen Graitschen. Sie wuchs mit ihrem Bruder bei ihrer Mutter und deren Partner auf und hatte nach eigener Darstellung eine behütete und naturnahe Kindheit. Ihren leiblichen Vater, einen Vertragsstudenten aus Benin, der die DDR noch vor ihrer Geburt verlassen musste, hat sie nicht kennengelernt. Gleich nach der Öffnung der DDR-Grenzen zog sie im November 1989 mit ihrer Familie nach Westdeutschland, wo sich die Familie in Wiehl im Bergischen Land niederließ. Sie machte dort Abitur, studierte Medien- und Literaturwissenschaft an der Ruhr-Universität Bochum und zog nach Köln, wo sie als freie Journalistin arbeitete.

## Literarisches Schaffen
Mit ihrer Kurzgeschichte Die Zahnfee belegte sie 2011 beim Tatort Eifel den 1. Platz des Deutschen Kurzkrimi-Preises. 2015 präsentierte sie auf der Leipziger Buchmesse ihren ersten Roman Die Falle. Bereits vor Erscheinen war das Buch unter anderem nach Frankreich, Italien, die Niederlande, Spanien und in den englischsprachigen Raum verkauft worden. Die Falle erschien auch gleichzeitig als Hörbuch, gelesen von Devid Striesow und Birgit Minichmayr. 
Im August 2016 erschien ihr zweiter Roman, Die Wahrheit. Ihr drittes Werk Der Schatten erschien im Juli 2018. Es wurde als sechsteilige Fernsehserie verfilmt und hatte im Juni 2023 beim Fernsehsender ZDF Neo Premiere. Die Serie wurde mit dem Publikumspreis des Seriencamp Festivals 2023 ausgezeichnet. Weitere Romane folgten 2019 mit Die Wälder, 2022 erschien Die Kunst des Verschwindens und 2024 Der längste Schlaf, in dem sie sich mit Wahrträumen beschäftigt.
Zwischenzeitlich veröffentlichte Raabe auch Sachbücher über Kreativität und Lady Gaga. Seit Mai 2019 produziert sie gemeinsam mit Laura Kampf den Podcast Raabe & Kampf zu Themen rund um Kunst, Kreativität und die freiberufliche Arbeit. Raabe ist Lesebotschafterin der Stiftung Lesen und setzt sich als Mauerseglerbotschafterin des NABU für den Artenschutz ein.

## Auszeichnungen
- 2011: Deutscher Kurzkrimi-Preis, 1. Platz
- 2015: Kulturförderpreis des Oberbergischen Kreises[15]
- 2016: Stuttgarter Krimipreis, Sparte Debüt für Die Falle[16]
- 2019: Shortlist Leo-Perutz-Preis für Der Schatten[17]
- 2022: Wiesbadener Krimistipendium[18]

## Werke

### Belletristik
- Die Zahnfee, Kurzgeschichte.
Erschienen in: Ralf Kramp (Hrsg.): Tatort Eifel 3. 1. Auflage. KBV, Hillesheim 2011, ISBN 978-3-942446-20-4.
- Die Falle, btb, München 2015, ISBN 978-3-442-75491-5.
- Die Wahrheit, btb, München 2016, ISBN 978-3-442-75492-2.[19]
- Der Schatten, btb, München 2018, ISBN 978-3-442-75752-7.
- Die Wälder, btb, München 2019, ISBN 978-3-442-75753-4.
- Die Kunst des Verschwindens, btb, München 2022, ISBN 978-3-442-75929-3.
- Der längste Schlaf, btb, München 2024, ISBN 978-3-442-75930-9.[20]

### Hörspiele
- Die Wahrheit, 2017
- Der Abgrund, 2019
- The Quest, 2023

### Hörbücher
- Die Falle, 2015
- Die Wahrheit, 2016
- Der Schatten, 2018
- Die Wälder, 2019
- Kreativität, 2020
- Lady Gaga, 2021
- Die Kunst des Verschwindens, 2022
- Der längste Schlaf, 2024

### Sachbücher
- Kreativität: Wie sie uns mutiger, glücklicher und stärker macht, btb, München 2020, ISBN 978-3-442-75892-0.
- Melanie Raabe über Lady Gaga (= KiWi Musikbibliothek, Band 12), Kiepenheuer & Witsch, Köln 2021, ISBN 978-3462001044.